# Takasugi Mari
Takasugi Mari (高杉 麻里 (Cao-Sam Ma-Lí) 18 tháng 2 năm 1998 –) là một tarento và cựu nữ diễn viên khiêu dâm người Nhật Bản đến từ Chiba. Cô thuộc về công ti FortyFour Management. Sở thích của cô là hát karaoke và nấu ăn.

## Sự nghiệp
7/11/2017, cô ra mắt ngành phim khiêu dâm với hãng MOODYZ. Tại thời điểm ra mắt, cô có hình tượng là một nữ sinh đại học đeo kính. Cô được mệnh danh là siêu tân tinh trong giới nữ diễn viên tự do (Kikatan) với hơn 50 phim đã đóng trong nửa năm sau khi ra mắt ngành. Cô cũng xuất hiện trong nhiều dự án không tên. 21/10/2018, cô bị ốm sau khi trở về nhà từ một sự kiện và đã hủy sự kiện được dự kiến tổ chức vào ngày 27 cùng tháng. Sau đó, cô tạm nghỉ việc vì tình trạng thể chất yếu, và trong thông báo về tình trạng hiện tại ngày 8/11 cùng năm, cô tiết lộ rằng bản thân có các triệu chứng bất thường như rụng tóc trên đỉnh đầu do áp lực. Trong một cuộc phỏng vấn ngày 19/12/2019, cô thông báo rằng bản thân chưa quyết định thời điểm trở lại ngành.
Tháng 12/2018, FANZA thông báo cô xếp thứ 9 trong bảng xếp hạng bán hàng qua bưu điện và bảng xếp hạng 100 nữ diễn viên khiêu dâm tốt nhất hàng năm. Ngày 25/12 cùng năm, cô nhận giải hạng mục phụ nữ đẹp của Kikatan 2.0 Awards. Tháng 2/2019, phim của cô "Phim kỉ niêm 2 năm KMP VR! Cuộc gặp đặc biệt của những thành viên peaceful off-paco (lỗi thời)!! Hachino Tsubasa, Mitani Akari, Takasugi Mari, Kururugi Aoi" (KMP VR 2周年記念作品！究極のピースフルオフパコ開催スペシャル！！ 八乃つばさ・美谷朱里・高杉麻里・枢木あおい) xếp thứ nhất trong "Phim khiêu dâm VR (thực tế ảo) này thật tuyệt!".
Tháng 4/2019, mạng tin tức SETN của Đài Loan đã đăng một bài báo giới thiệu về cô, thông báo rằng cô gần đây đã trở lại trường quay.
12/3/2020, cô thông bảo trên Twitter rằng bản thân sẽ nghỉ việc nữ diễn viên khiêu dâm với sự kiện vào ngày 26/4/2020. Do sự bùng phát của chủng virus corona mới, sự kiện thông báo giải nghệ này bị lùi vô thời hạn. Mặc dù không đóng phim thêm một buổi nào, danh xưng nữ diễn viên khiêu dâm sẽ được dùng đến hết sự kiện. Trong một buổi phát sóng trên TwitCasting vào ngày 25/4, cô thông báo rằng cô vẫn sẽ thuộc về văn phòng chủ quản kể cả khi đã nghỉ việc.

## Đời tư
Một người bạn thân ở ngoài đời của cô là Kururugi Aoi, người đã đóng chung với cô trong nhiều dự án. Ban đầu họ không biết đến nhau, nhưng tình cờ gặp nhau trong một buổi chụp hình, và họ đã thân nhau đến mức họ nói rằng họ cảm thấy "thoải mái khi ở bên nhau".
Ngày sinh cá nhân của cô là 30/1/1998 nên cô ở ngoài đời có độ tuổi giống với hồ sơ trong ngành. Điều này không phổ biến đối với một nữ diễn viên khiêu dâm.
Cô có nhiều vai diễn trong đó nhân vật đeo kính, bao gồm cả các phim ra mắt ngành, và từ khi một số nhân viên gợi ý về các vai diễn này, cô đã đeo kính ngay cả ở ngoài đời.
Cô cũng có một kênh YouTube. Do có vốn kiến thức về tiếng Hàn nên cô đã đăng tải video lên YouTube theo một cách khác thường trong đó cô nói tiếng Nhật với phụ đề tiếng Hàn, tuy nhiên điều này đã ngừng lại kể từ bài cập nhật cuối cùng của cô vào tháng 4/2021.